# Neon Gold Records
Neon Gold Records es un sello discográfico de la ciudad de Nueva York Boutique basado fundada en 2008 por Derek Davies y Lizzy Plapinger.
Inicialmente, operó como una discografía de sencillos de Vinilo, Neon Gold ha lanzado las versiones de debut y carreras internacionales de muchos actos incluidos Passion Pit, Ellie Goulding, Marina & The Diamonds, Gotye, The Naked and Famous, Icona Pop y Tove Lo.  Más allá de su propia lista, Neon Gold a menudo se le atribuye el descubrimiento y el apoyo inicial de una serie de otros artistas de éxito como Vampire Weekend, Lana Del Rey, Chvrches, Grouplove y Walk the Moon.

## Artistas

### Actualmente
- ASTR
- Cathedrals
- Charli XCX
- HAERTS
- The Knocks
- Magic Man
- Marina and the Diamonds
- St.Lucia
- Tove Lo
- Verite
- Christine and the Queens

### Antes
- Awesome New Republic
- Ellie Goulding
- Fort Lean
- Foxes
- Gotye
- Haim
- Icona Pop
- Little Red
- Lovelife
- Miami Horror
- Mø
- Monarchy
- Mr. Little Jeans
- Passion Pit
- Penguin Prison
- Polarsets
- Savoir Adore
- Wildcat! Wildcat!